# Роутаярві
Роутаярві - прісноводне озеро на території Калевальського міського поселення та Луусалмського сільського поселення Калевальського району Республіки Карелії.

## Загальні відомості
Площа озера - 1,6 км2 . Розташовується на висоті 127,2 м над рівнем моря.
Форма озера довгаста: воно витягнуте із північного заходу на південний схід. Береги переважно заболочені.
З озера витікає струмок Руотаноя, що впадає в затоку Руотаханлакші озера Середнього Куйто.
Код об'єкта в державному водному реєстрі - 02020000811102000004739  .